# قطر للتأمين
شركة قطر للتأمين (QIC) هي شركة تأمين مقرها الدوحة، قطر متخصصة في حماية الأصول الشخصية والتجارية. وهي أكبر شركة تأمين في منطقة الخليج العربي.

## التاريخ
تأسست شركة قطر للتأمين بموجب مرسوم أميري، في 11 مارس 1964. كانت حكومة قطر مقتنعة بأن البلد بحاجة إلى صناعة تأمين قوية لحماية النمو في الأصول الشخصية والتجارية. كانت عملة قطر في ذلك الوقت هي الروبية الهندية، وكان رأس المال المدفوع لشركة قطر للاستثمار في الكويت هو 1.5 مليون روبية هندية.
توفر شركة قطر للتأمين ش.م.ع، بالإضافة إلى الشركات التابعة لها، خدمات التأمين وإعادة التأمين والعقارات والخدمات الاستشارية المالية. تعمل من خلال ستة كيانات منفصلة: التأمين البحري والطيران، التأمين على الممتلكات والحوادث، التأمين الصحي والتأمين على الحياة، العقارات، الخدمات الاستشارية والاستثمارات. تقدم الشركة مجموعة متنوعة من منتجات التأمين الشخصية، بما في ذلك الرعاية المنزلية، ورعاية السفر، وتأمين السيارات.
تعمل الشركة في دولة قطر والإمارات العربية المتحدة (وزعت على الإنترنت) وسلطنة عمان ودولة الكويت والمملكة المتحدة وسويسرا وبرمودا ومالطا. يتم توليد ما يقرب من ثلثي إيرادات الشركة خارج منطقة الشرق الأوسط وشمال إفريقيا.

## الربحية
تمتعت شركة قطر للتأمين بزيادة كبيرة في الأرباح في عام 2014، وأوصت الشركة مساهميها في فبراير 2015 بتوزيع أرباح نقدية. أوصت الشركة بتوزيع أرباح نقدية بنسبة 25٪ وأسهم مجانية بنسبة 15٪.